# گودال میلواکی

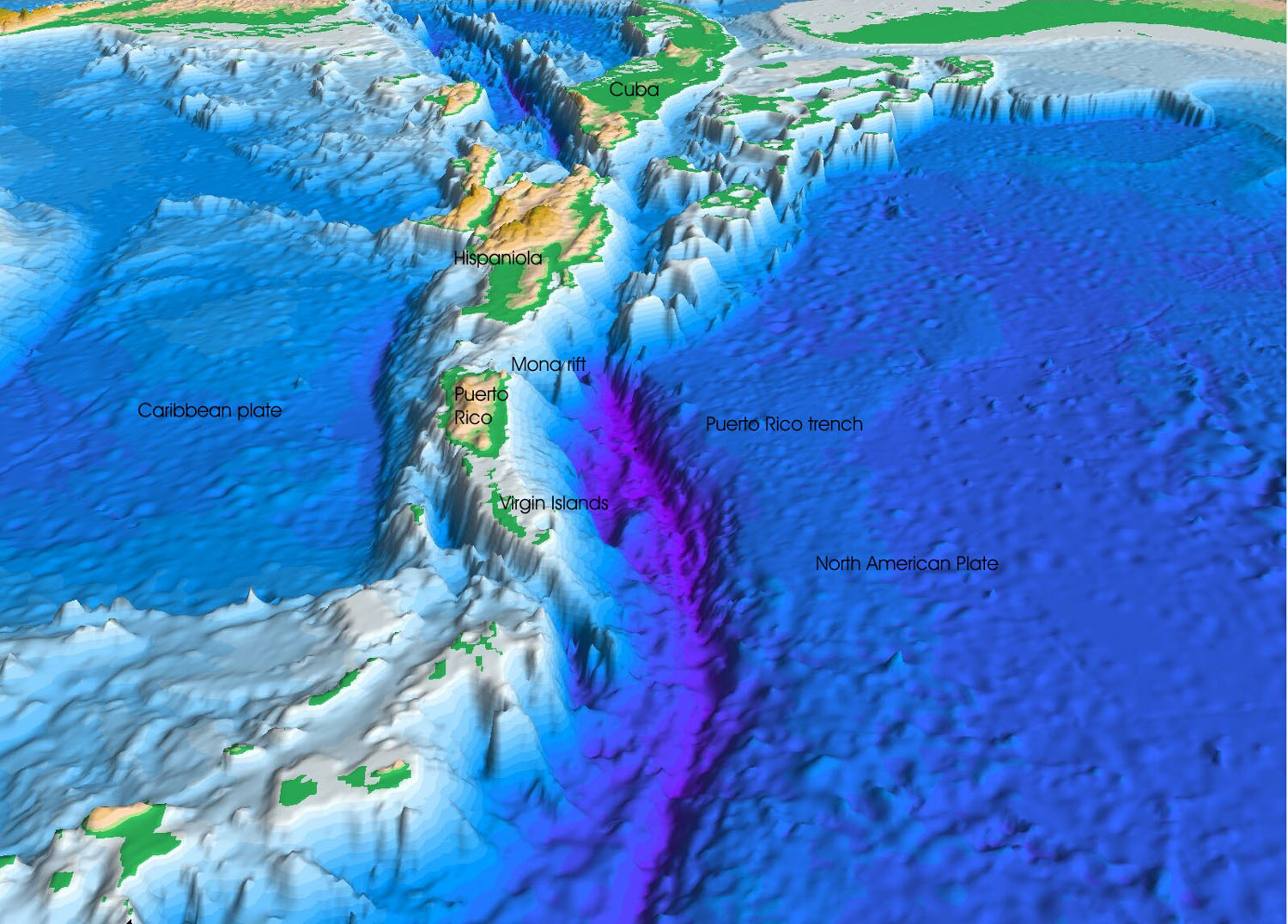
محل قرارگیری گودال میلواکی

مُغاک میلواکی نام ژرف‌ترین نقطه اقیانوس اطلس است.
این مغاک در ژرفنای ۸۶۰۵ متری از سطح دریا واقع شده و جزء درازگودال پورتوریکو است.
مختصات موقعیت آن 19°35'N و 066°30'W است و در ۱۳۵ کیلومتری کرانهٔ شمالی پورتوریکو واقع شده‌است.
رزم‌ناو میلواکی از نیروی دریایی ایالات متحده در تاریخ ۱۴ فوریه ۱۹۳۹ این مغاک را کشف کرد و این محل به نام این رزم‌ناو، مغاک میلواکی نامیده شد.